# Wormaldia dissecta
Wormaldia dissecta is een schietmot uit de familie Philopotamidae. De soort komt voor in het Palearctisch gebied.